# Mare de Déu del Roser de Vilamur
La Mare de Déu del Roser de Vilamur és una antiga capella del poble de Vilamur, pertanyent al terme municipal de Soriguera, a la comarca del Pallars Sobirà. Formava part del seu terme primigeni.
Està situada en el mateix nucli de població de Vilamur. Ha estat convertida modernament en un safareig públic.